# Portunatasaurus krambergeri
Il portunatasauro (Portunatasaurus krambergeri) è un rettile estinto, appartenente ai mosasauroidi. Visse nel Cretaceo superiore (Cenomaniano - Turoniano, circa 95 - 90 milioni di anni fa) e i suoi resti fossili sono stati ritrovati in Croazia.

## Descrizione
Questo animale doveva essere lungo circa un metro, ed era dotato di un corpo allungato e snello. Le zampe erano corte caratterizzate da un'anatomia unica, intermedia tra quella dei mosasauroidi arcaici come Aigialosaurus e Komensaurus, e quella dei mosasauridi veri e propri come Mosasaurus. Erano presenti dieci elementi carpali ossificati (come negli aigialosauridi), propodiali ed epipodiali ridotti e un primo metacarpo largo e appiattito come nei mosasaurini. In generale, l'aspetto di Portunatasaurus doveva richiamare quello di un varanoide acquatico. 

## Classificazione
Portunatasaurus krambergeri venne descritto per la prima volta nel 2019, sulla base di un fossile incompleto ma ben conservato, ritrovato nel 2008 sull'isola di Dugi Otok in Croazia. Il fossile, uno scheletro articolato comprende tutta la colonna vertebrale dalle vertebre cervicali anteriori fino alla pelvi, frammenti di costole e del bacino e la zampa anteriore destra perfettamente conservata. 
La curiosa anatomia della zampa anteriore di Portunatasaurus ha contribuito a rivedere lo scenario evolutivo dei mosasauroidi, dove l'accorciamento della zampa anteriore e l'acquisizione di una forma idrodinamica della paletta natatoria si è evoluta prima di quanto si pensasse, o forse più volte di quanto precedentemente ritenuto. 

## Paleobiologia
Portunatasaurus viveva in un mare costiero dalle acque basse, e doveva predare probabilmente pesci e altri piccoli animali grazie a rapidi movimenti guizzanti del corpo e della coda.  